# لانگ بیچ (واشینگتن)
لانگ بیچ (به انگلیسی: Long Beach) شهری در شهرستان پاسیفیک ایالت واشنگتن است که در سرشماری سال ۲۰۱۰ میلادی، ۱۳۹۲ نفر جمعیت داشته است.

## نگارخانه

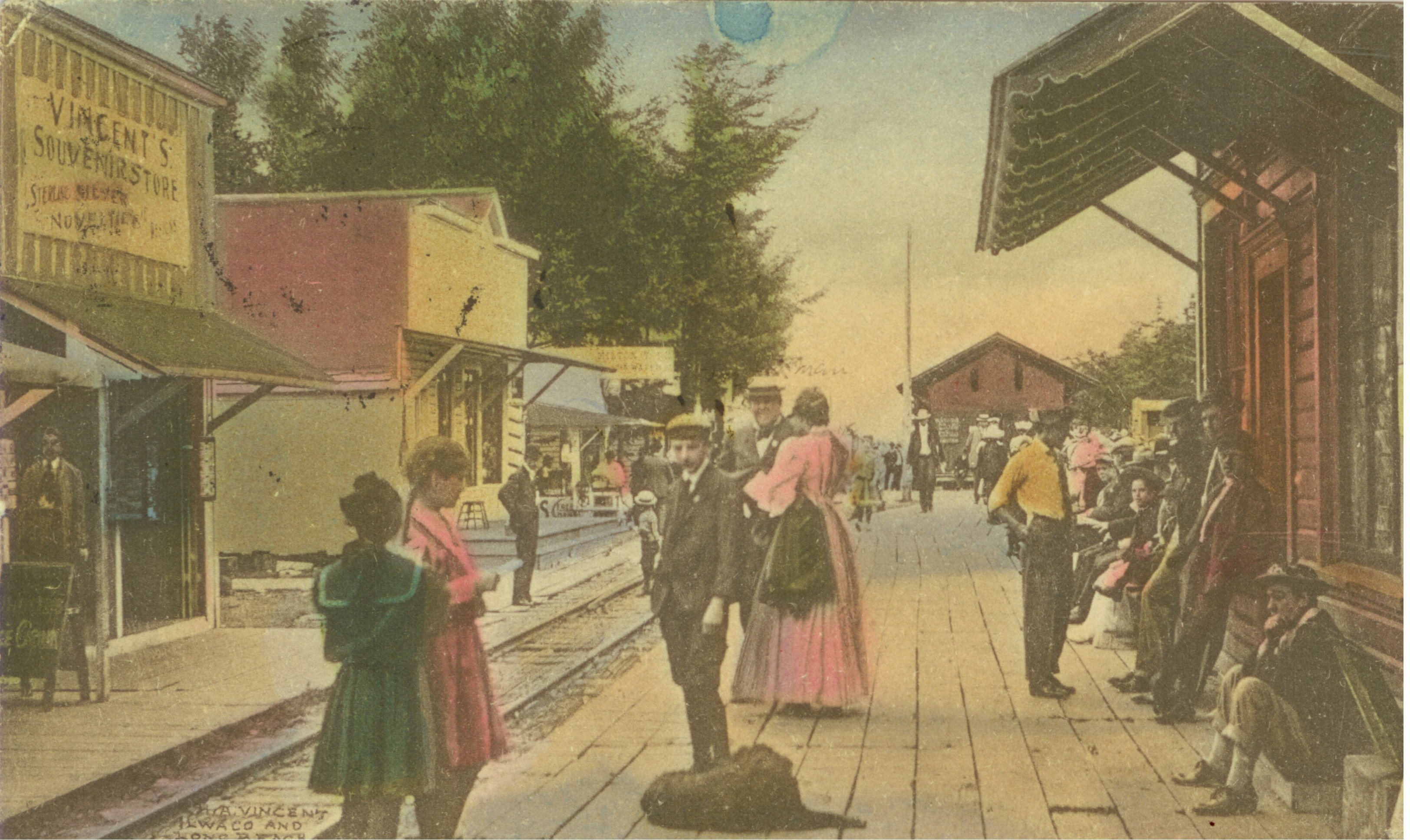
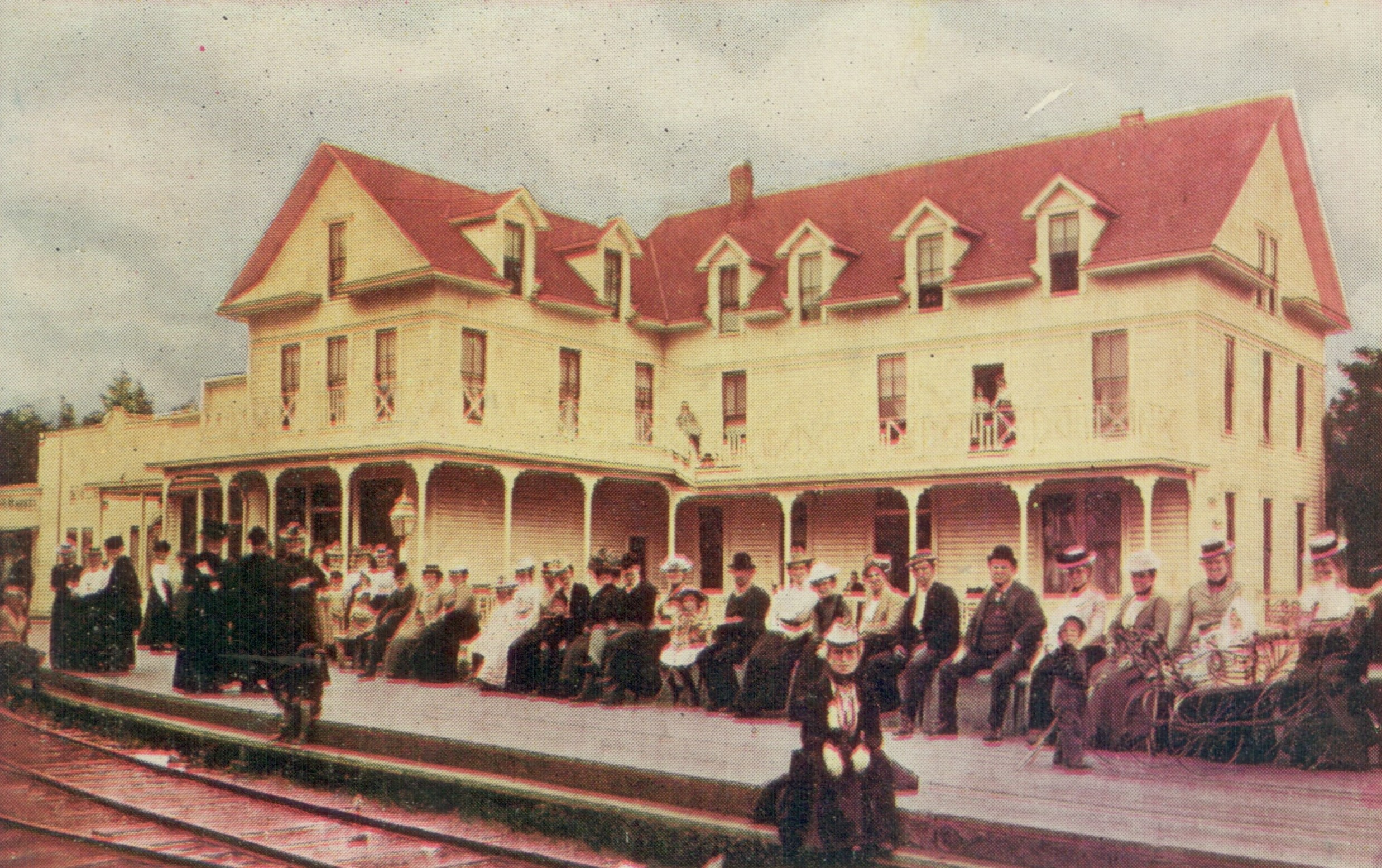
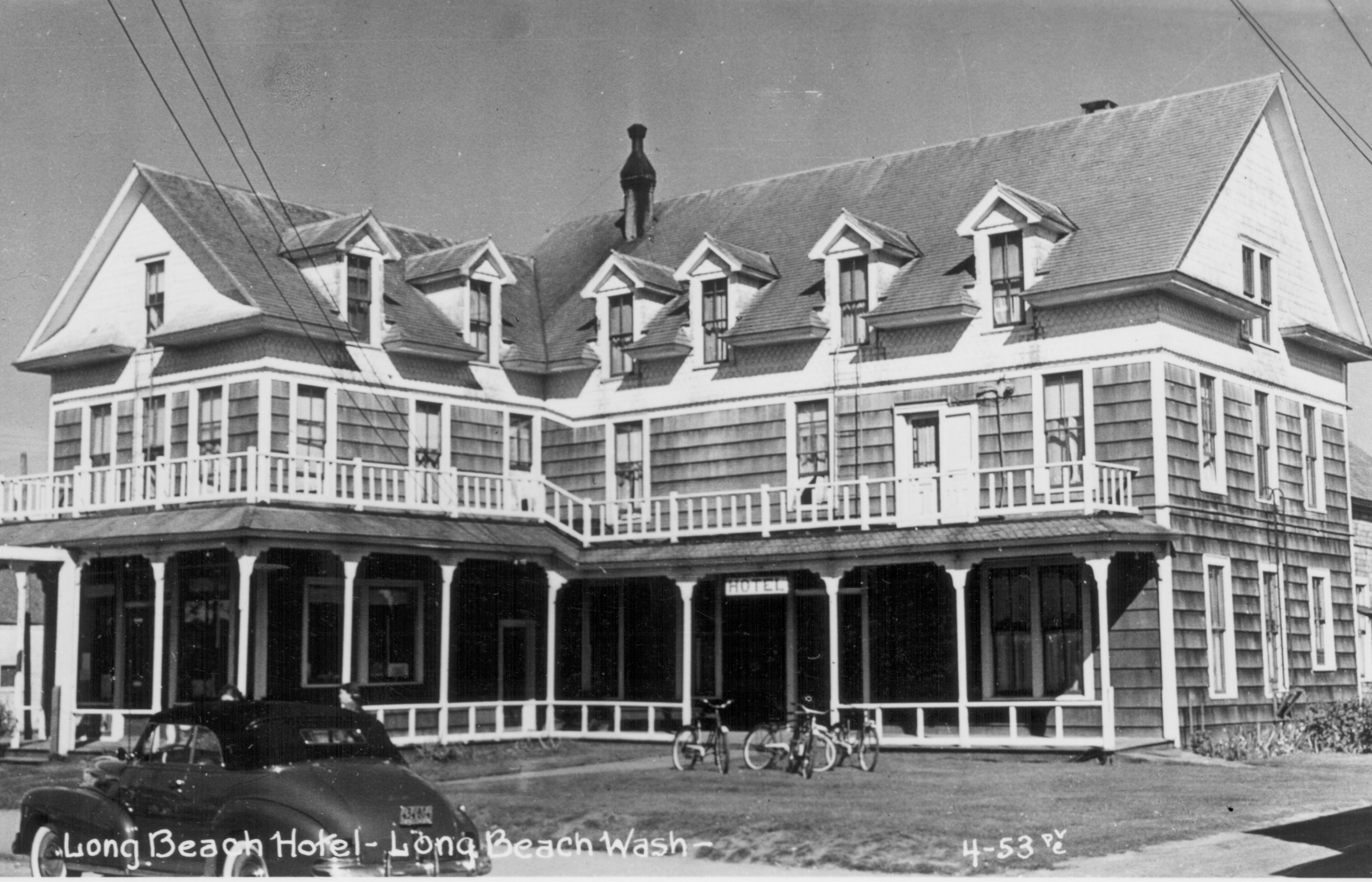
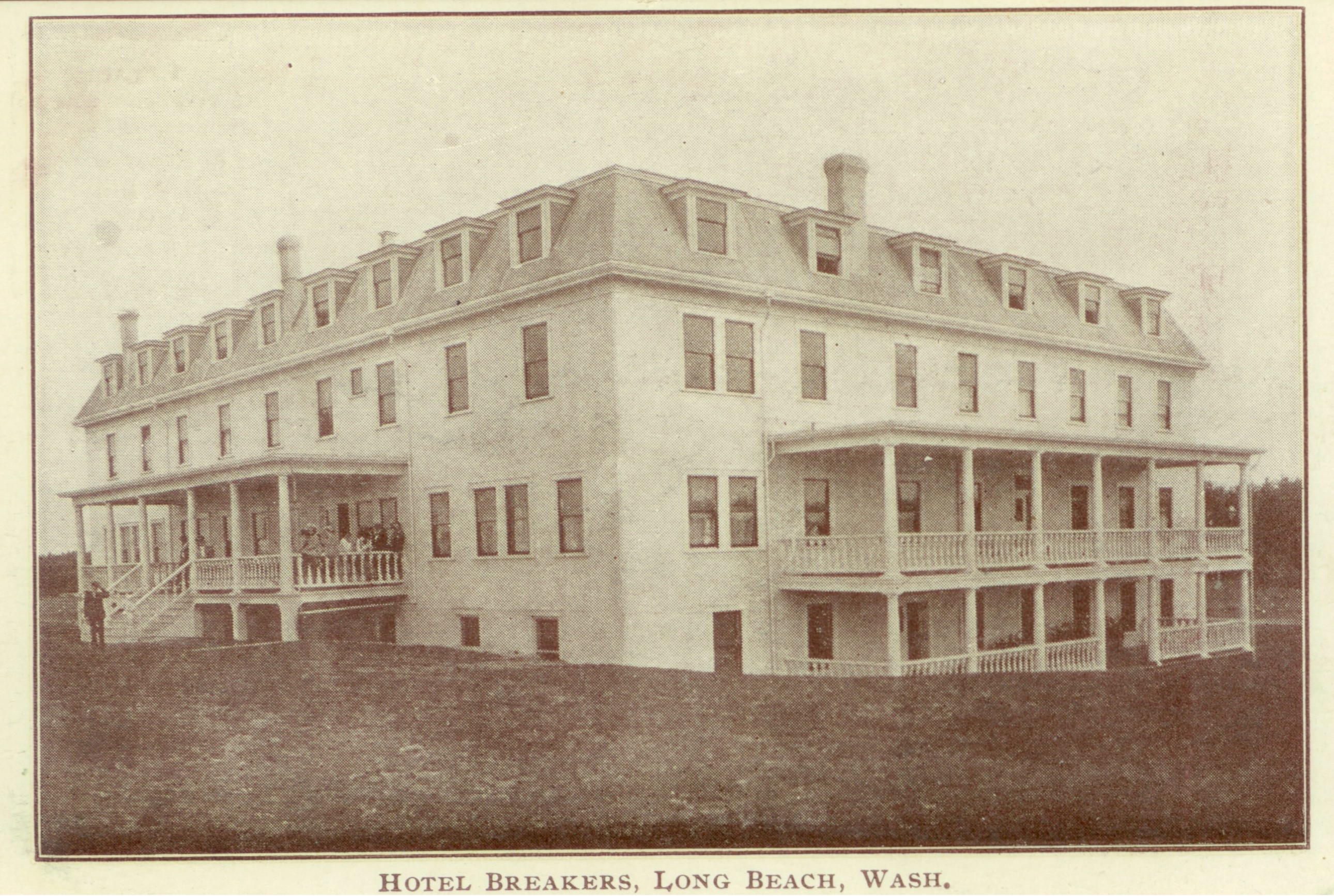
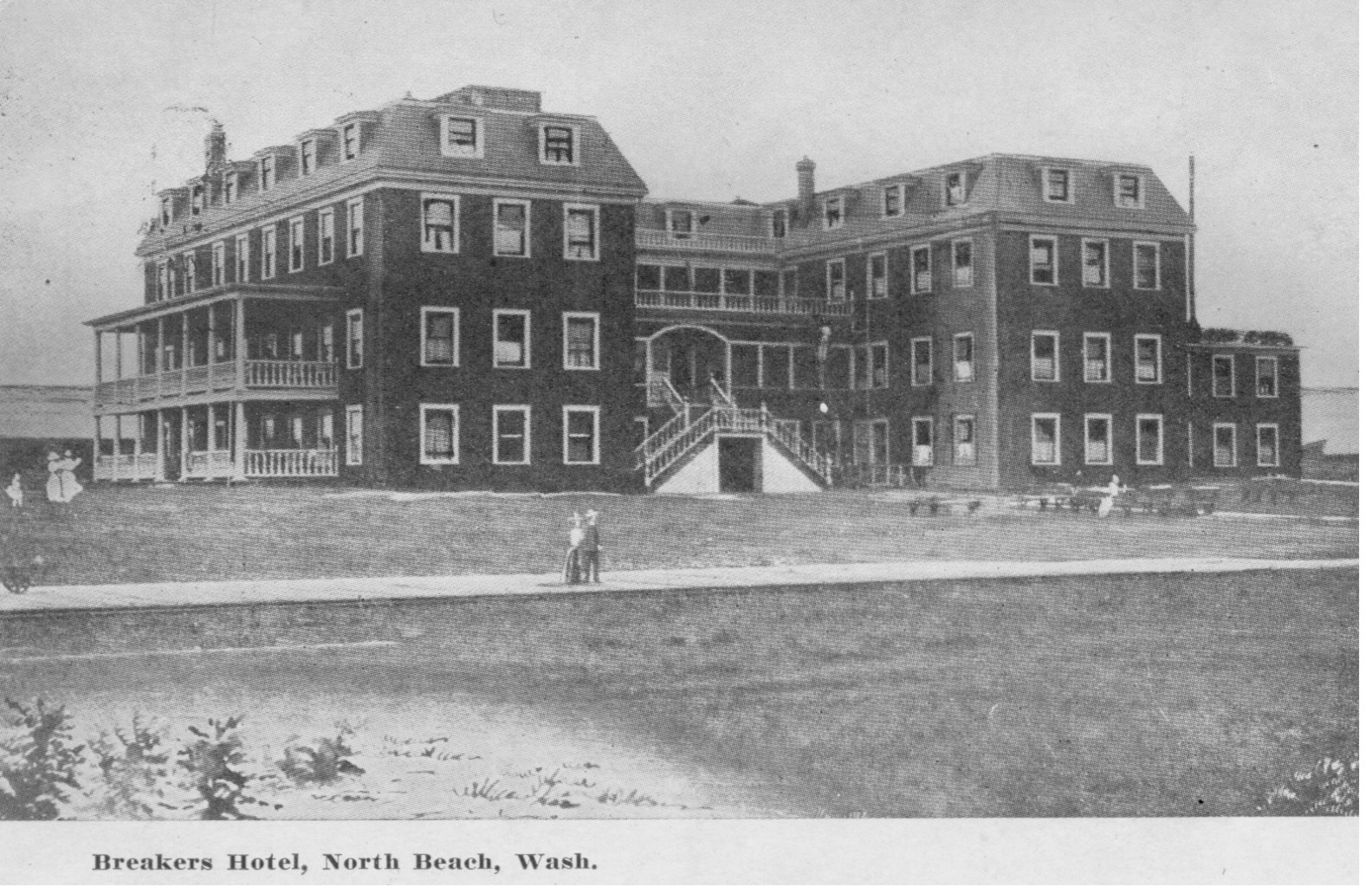